# Bol'šaja Jangyta
La Bol'šaja Jangyta (in russo Большая Янгыта?) è un fiume della Russia europea settentrionale, affluente di destra della Sula. Scorre nella Repubblica dei Komi e nel Circondario autonomo dei Nenec.
Il fiume ha origine sulla punta sud-occidentale della cresta Bolban-Musjur nella Repubblica dei Komi, subito dopo il fiume entra nel Circondario autonomo dei Nenec dove scorre fino alla foce. Il canale è piuttosto tortuoso e attraversa un'area disabitata della foresta-tundra. La maggior parte del fiume scorre in direzione nord, poco prima della sua foce gira verso est. Sfocia nella Sula a 80 km dalla foce. Ha una lunghezza di 119 km; l'area del suo bacino è di 952 km².